# Bourle (Tignère)
Pour les articles homonymes, voir Bourle (homonymie).
Bourle est un village du Cameroun situé dans la région de l'Adamaoua et le département du Faro-et-Déo. Il fait partie de la commune de Tignère.

## Population
Lors du recensement de 2005, le village comptait 775 personnes, 369 de sexe masculin et 406 de sexe féminin.